# Pluie (film, 1932)
Pour les articles homonymes, voir Pluie et Pluie (film).
Pour plus de détails, voir Fiche technique et Distribution.
Pluie (Titre original : Rain) est un film américain réalisé par Lewis Milestone, sorti en 1932. Il s'agit d'un remake d'un film muet Faiblesse humaine (1928).

## Synopsis
Dans les Samoa américaines, un bateau accoste dans le port de Pago Pago. À bord se trouvent le révérend Alfred Davidson, sa femme soumise, et Sadie Thompson, une prostituée. Le déclenchement d'une épidémie de choléra oblige les passagers à rester dans l'île.
Sadie passe son temps à boire et à s’amuser avec les soldats américains stationnés dans l'île, incommodant ses compagnons de voyage par son attitude débridée. Davidson décide alors de sauver moralement Sadie, qu'il considère comme une âme perdue. Sadie repousse violemment les efforts du missionnaire qui semble avoir à son égard plus que des intentions honorables. Davidson fait alors déporter Sadie en Californie - où elle est recherchée pour une affaire criminelle - par le gouverneur de Pago-Pago. En attendant, Sadie apprend à connaître et à aimer le sympathique sergent Tim O'Hara qui planifie la fuite secrète de Sadie en Australie car ils veulent se marier. Davidson, devenu fou entretemps, viole Sadie dans un accès de folie puis se suicide.
Après cela, Sadie et O'Hara quittent l'île pour l'Australie.

## Fiche technique
- Titre : Pluie
- Titre original : Rain
- Réalisation : Lewis Milestone
- Scénario : Maxwell Anderson, d'après le roman Miss Thompson de William Somerset Maugham et la pièce de John Colton (en) et Clemence Randolph
- Photographie : Oliver T. Marsh
- Décors : Richard Day
- Montage : W. Duncan Mansfield
- Musique : Alfred Newman
- Production : Lewis Milestone et Joseph M. Schenck pour la Lewis Milestone Productions Inc. et la Feature Productions
- Pays d'origine : États-Unis
- Langue : anglais
- Format : noir et blanc
- Genre : Drame psychologique
- Durée : 92 minutes
- Date de sortie :
  - États-Unis : 12 octobre 1932

## Distribution
- Joan Crawford : Sadie Thompson
- Walter Huston : Alfred Davidson
- Fred Howard : Hodgson
- Ben Hendricks Jr. : Griggs
- William Gargan : sergent Tim « Handsome » O’Hara
- Mary Shaw : Ameena
- Guy Kibbee : Joe Horn
- Kendall Lee : Mme Robert MacPhail
- Beulah Bondi : Mme Alfred Davidson
- Matt Moore : Dr Robert MacPhail
- Walter Catlett : quartier-maître Bates

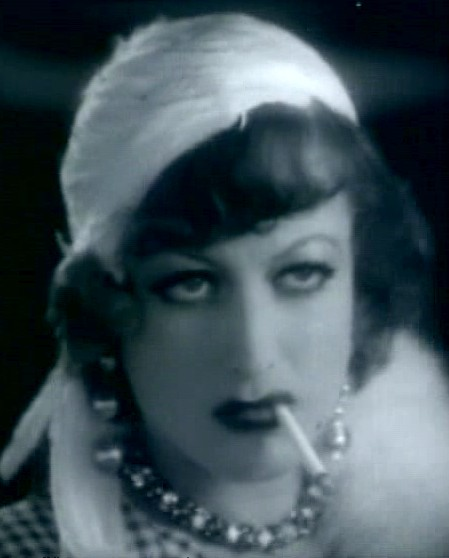
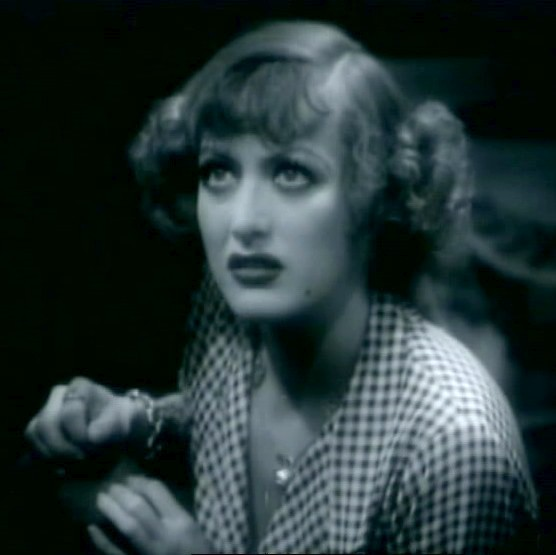
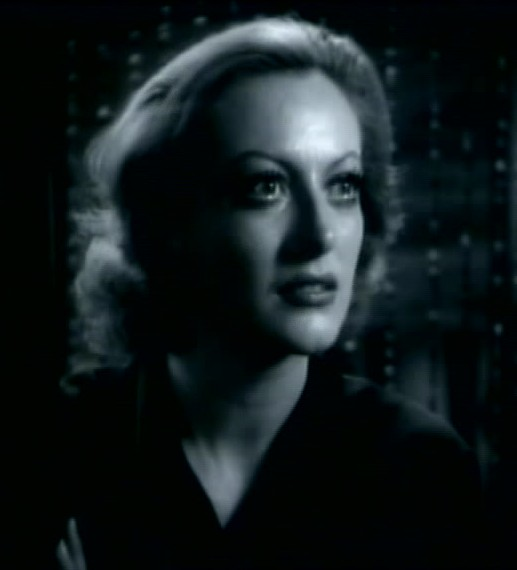
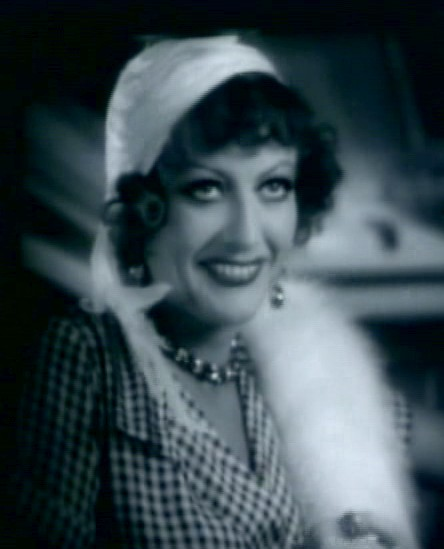

## Autour du film
Il s’agit de la seconde adaptation de la nouvelle Miss Thompson de William Somerset Maugham, après Faiblesse humaine en 1928 avec Gloria Swanson dans le rôle de Sadie Thompson.
Une troisième adaptation aura lieu sous le titre La Belle du Pacifique, réalisé par Curtis Bernhardt en 1953, avec Rita Hayworth dans le rôle titre.